# Rigsret
En rigsret er en domstol, der i henhold til Grundloven dømmer i sager, hvor statsoverhoveder og ministre er anklaget for ulovlig embedsførelse.

## Danmark
I Danmark blev Rigsretten etableret med Grundloven af 1849. Danmark har i modsætning til mange andre lande ingen forfatningsdomstol, der i andre lande tager sig af de sager, der ellers behandles af en rigsret.
I Grundloven af 1953 er rigsret nævnt i §§ 16 og 24 og 59 og 60.
Rigsretten udgøres af op til 15 Højesteretsdommere og 15 medlemmer udpeget af Folketinget. Medlemmerne af Rigsretten sidder i seks år. Der er kun rejst seks sager for Rigsretten i Danmarks historie. De seneste var mod justitsminister Erik Ninn-Hansen i forbindelse med Tamilsagen, hvor der blev afsagt dom i 1995; dommen lød på fire måneders betinget fængsel. Senest Rigsretssagen mod Inger Støjberg i forbindelse med den såkaldte instrukssag, hvor Inger Støjberg blev idømt 60 dages ubetinget fængsel i 2021.

## Lignende instanser i andre lande
Herunder følger eksempler på rigsretter:

### Brasilien
Der kan rejses rigsretssag mod den brasilianske præsident. Dette skete for Fernando Collor de Mello, der var anklaget for korruption og magtmisbrug. Derudover kan der rejses rigsretssag mod guvernører og borgmestre.

### Filippinerne
De filippinske rigsretsregler bygger på de amerikanske. En tredjedel af medlemmerne af repræsentanternes hus kan rejse tiltale mod præsidenten, vicepræsidenten, højesteretsdommere, medlemmer af forfatningsmæssige kommissioner og ombudsmanden. Sagen overgår herefter til senatet.
Udvalgte medlemmer af repræsentanternes hus fungerer som anklagere, og senatets formand er sammen med højesteretspræsidenten retsformænd. Der kræves et flertal på to tredjedele i senatet for en domfældelse. Såfremt en tiltalt frifindes kan der ikke rejses rigsretssag mod ham inden for et år.

### De Forenede Stater
Det amerikanske rigsretssystem er bygget på det britiske. Tiltale rejses af repræsentanternes hus, og sagen pådømmes af senatet. Der kræves to tredjedeles flertal for en domfældelse.
Rigsretssager kan rejses på føderalt plan såvel som på stats-plan. På føderalt plan kan rigsretssag rejses mod præsidenten, vice-præsidenten og alle de Forenede Staters embedsmænd, også dommere. Det er uklart, hvorvidt medlemmer af repræsentanternes hus kan tiltales, men der er én gang rejst tiltale mod en senator. Da hvert kammer i den amerikanske kongres selv kan ekskludere medlemmer anvendes denne procedure i stedet for rigsrets-proceduren.
Tiltale rejses af repræsentanternes hus ved simpelt stemmeflertal. Herefter pådømmes sagen af senatet. Såfremt den tiltalte er præsidenten, fungerer den amerikanske højesterets præsident som retsformand.
Der kræves et flertal på to tredjedele i senatet for domfældelse. Såfremt den tiltalte findes skyldig, fjernes han automatisk fra sit embede. Senatet kan endvidere beslutte at den domfældte fremover ikke kan bestride et føderalt embede. En domfældelse i senatet udelukker ikke strafforfølgelse ved de almindelige domstole. Selv efter en person har forladt sit embede, kan vedkommende tiltales, enten for at udelukke ham fra at bestride føderale embeder i fremtiden eller for at udelukke ham fra at modtage pension.
Repræsentanternes hus har behandlet rigsretssager 63 gange siden 1789 og har rejst tiltale i 16 tilfælde:
- Præsident Andrew Johnson i 1868 for overtrædelse af regler om afskedigelse af embedsmænd og ministre. Johnson frikendt med én stemmes flertal.
- Præsident Bill Clinton i 1998 for mened og for hindring af efterforskning. Senatet frikendte Clinton for begge tiltaler.
- Krigsminister William W. Belknap, der trak sig tilbage efter tiltalen var rejst og senere blev frikendt. Det påstås, at de fleste af de senatorer, der stemte for frikendelse troede, at hans tilbagetrækning havde fjernet ham fra deres saglige kompetence.
- Senator William Blount, selvom han allerede var blevet ekskluderet af senatet.
- Højesteretsdommer Samuel Chase i 1804.
- Tolv føderale dommere.

Mange tror fejlagtigt at der blev indledt rigsretssag mod Richard Nixon. Selvom en rigsretssag var under opsejling, trådte han af som præsident, før der blev rejst tiltale, og han blev siden benådet af Gerald Ford.

### Indien
I sin embedsperiode kan den indiske præsident tiltales af parlamentet for overtrædelse af den indiske forfatning. Den indiske præsident kan ikke tiltales ved domstolene. Der har aldrig været ført rigsretssag mod en indisk præsident.

### Irland
Hvert kammer i det irske parlament kan rejse rigsretssag mod præsidenten. For at sagen kan rejses, skal forslag herom fremsættes af mindst 30 medlemmer af kammeret, og beslutningen skal vedtages med et flertal på to tredjedele af kammeret.
S
Hvis et af kamrene tiltaler præsidenten, efterforskes sagen af det andet kammer eller det organ, hvem kammeret delegerer efterforskningsbeføjelsen. To tredjedele af det efterforskende kammers medlemmer kan beslutte at fjerne præsidenten fra embede, hvis flertallet finder at præsidenten er skyldig, og at forbrydelsen er alvorlig nok til at begrunde dette skridt.
Der har til dato aldrig været rejst rigsretssag mod en irsk præsident.

### Kroatien
Der kan rejses rigsretssag mod den kroatiske præsident af mindst to tredjedele af det kroatiske parlament. Herefter skal forfatningsdomstolen godkende sagen med et flertal på to tredjedele af dommerne. Der har ikke været rigsretssager i den Kroatiske Republiks historie.

### Norge
Der kan rejses rigsretssag mod ministre, medlemmer af stortinget og højesteretsdommere for kriminalitet begået i forbindelse med udførelsen af deres embede. Procesreglerne er inspireret af de amerikanske. Siden Eidsvoll-forfatningens vedtagelse i 1814 har der været otte rigsretssager, den seneste i 1927. Nogle har den opfattelse, at rigsretsreglerne er bortfaldet ved desvetudo.

### Pakistan
Der kræves et flertal på to tredjedele af en forsamling af parlamentets to kamre for at rejse tiltale mod præsidenten.

### Rusland
For at rejse tiltale mod den russiske præsident kræves der først at Statsdumaen nedsætter en undersøgelseskommité. Herefter kræves der et flertal på to tredjedele i Føderationsrådet, før sagen kan gå videre til den russiske højesteret. Endvidere skal den russiske forfatningsdomstol påse, at de forfatningsmæssige procedureregler er iagttaget.

### Storbritannien
Det britiske underhus kan rejse rigsretssager. Ethvert medlem kan stille forslag om en rigsretssag mod forevisning af bevismateriale. Såfremt underhuset beslutter at rejse sag, bliver medlemmet der stillede forslag om sagen sendt til overhuset, hvor han fungerer som anklager. Der har ikke været rejst rigsretssag i over 200 år.
Sagen føres for overhuset. Oprindeligt fungerede the Lord Chancellor (eller the Lord High Steward såfremt den tiltalte var peer) som retsformand, men da the Lord Chancellor ikke længere er dommer, er det uklart, hvem der skulle være retsformand i en rigsretssag i dag. Såfremt parlamentet ikke er forsamlet, føres sagen af "Court of the Lord High Steward".
Rigsretssagen føres som en almindelig retssag, hvor begge parter kan føre vidner og fremlægge bevismateriale. Efter retsforhandlingen stemmer overhuset om skyldsspørgsmålet, der afgøres ved simpelt flertal. Derefter kan underhuset anmode om en strafudmåling. Såfremt en sådan anmodning modtages udmåler overhuset en straf i overensstemmelse med loven.

### Taiwan
Parlamentet kan rejse rigsretssager med to tredjedeles flertal mod embedsmænd.

### Tyskland
Både forbundsdagen og forbundsrådet kan rejse tiltale mod den tyske præsident for forsætlig overtrædelse af tysk ret. Såfremt der rejses sag mod præsidenten pådømmes denne af forbundsforfatningsdomstolen, der, såfremt præsidenten kendes skyldig, tager stilling til, om han skal fjernes fra embedet.
Da det tyske præsidentembede overvejende er af ceremoniel karakter, og han således sjældent træffer kontroversielle beslutninger, er der endnu ikke rejst tiltale mod nogen præsident.

### Østrig
Den østrigske præsident kan tiltales ved forfatningsdomstolen af Forbundsforsamlingen, der udgøres af medlemmerne af det østrigske parlaments to kamre. Præsidenten kan tillige afsættes ved en folkeafstemning. Ingen af disse muligheder har dog været benyttet, da det østrigske præsidentembede er af overvejende ceremoniel natur.